# アルワル

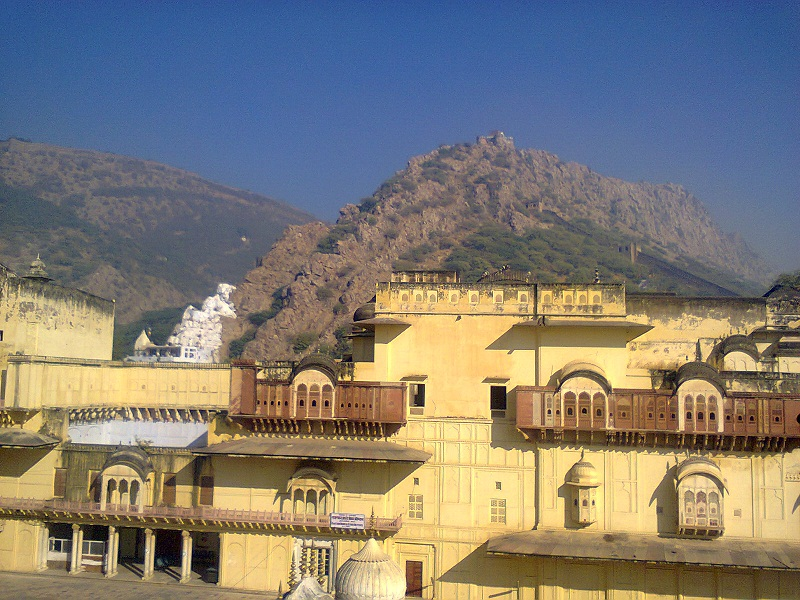
アルワル城

アルワル（ヒンディー語：अलवर、Alwar）は、インドのラージャスターン州、アルワル県の都市。

## 歴史
1000年、アンベール王国の君主の次男アラグラージがアルワルを建設し、ここに依ったことが始まりである。
18世紀、マラーターの支配者がここにも攻めてきたが、アルワルはイギリスの助力のもとこれに対抗した。
1803年、第二次マラーター戦争のラスワリーの戦いののち、アルワルはイギリスと軍事保護条約を締結し、藩王国化した。
1857年、インド大反乱が発生すると、アルワル藩王国はイギリスに味方して鎮圧に尽力した。
1947年8月15日、インド・パキスタン分離独立時、アルワルはインドへと帰属した。

## 地理
アルワルは北緯27度34分 東経76度36分 / 北緯27.57度 東経76.6度に位置している。
- デリーから南に160キロ。
- ジャイプルから北に150キロ